# Linux4afrika
linux4afrika ist ein Projekt, das in Deutschland veraltete, aber noch funktionsfähige Computer sammelt, diese umbaut und in ein Terminalserver-Netz einbaut, welches dann an Schulen in Afrika, insbesondere Tansania und Mosambik gespendet wird. Projektträger ist der Freiburger Verein FreiOSS. Als Software kommt edubuntu zum Einsatz, eine Linux-Distribution, die eigens für Schulen zusammengestellt wurde. Die Projekthelfer arbeiten ehrenamtlich und sind meist Informationstechnik–Fachleute.
Die Spenden werden in Lagern gesammelt und für den Einsatz vorbereitet. Stehen genügend gespendete Rechner und Spendengelder für Server und Transport bereit, wird ein Container mit 200 PCs, Monitoren, Tastaturen usw. beladen und mittels Spedition nach Tansania verschifft. Mit dieser Fracht können 10 Schulen in Tansania mit Computern ausgestattet werden. Die Verschickung eines Containers kostet ca. 2500 Euro. In Tansania mangelt es an Internetanbindungen, so dass die Netzwerke vorerst offline arbeiten.
Tansania wurde ausgewählt, weil es dort seit über 40 Jahren keinen Krieg und keine Unruhen mehr gab, die Alphabetisierung bei über 90 Prozent liegt, die Menschen jedoch in tiefer Armut leben. Das durchschnittliche Einkommen liegt umgerechnet bei einem Euro pro Tag.

## Geschichtliche Entwicklung
Das Projekt wurde im Jahr 2006 gegründet.
Mitte Juli 2007 konnte der erste Container mit Spenden-PCs gepackt werden, er traf Ende August in Tansania ein. Im Herbst 2007 zog das Projekt linux4afrika die Aufmerksamkeit der Bundesregierung auf sich und wurde in den Entwicklungshilfe-Ausschuss des Bundestages nach Berlin eingeladen. Seit Dezember 2007 gibt es eine Zweigstelle in Leipzig, durch die der Wirkungsraum des Projektes um Mitteldeutschland und Berlin erweitert werden konnte.
Am 20. Februar 2008 wurde linux4afrika von der Jury des Nationalkomitees der UN-Dekade „Bildung für nachhaltige Entwicklung“ als offizielles Dekade-Projekt 2008/2009 ausgezeichnet. Am 26. Februar 2008 startete das Tansania-Projekt offiziell mit der Einweihung des ersten gespendeten Computerraums. Am 27. Februar 2008 traf linux4afrika Mizengo Pinda, den Premierminister von Tansania.
Am 27. Juni 2009 gaben das Projekt linux4afrika, die Linux-Distribution Skolelinux und das Terminalserver-System X2Go ihre partnerschaftliche Zusammenarbeit bekannt. Man erhofft sich, dass Schulen, die Skolelinux einsetzen, aufgrund eines ähnlichen Systems eine Partnerschaft mit einer linux4afrika-Schule eingehen.

## Technischer Hintergrund
Für das Terminalserver-Netz auf LTSP–Basis wird der Server (ein handelsüblicher PC) neu gekauft. Für jeden Computerraum werden ca. 20 gespendete PCs (min. 64 MB RAM, AGP–Grafikkarte) als Thin Client umgerüstet, indem die Festplatten entfernt sowie die EEPROMs auf den Netzwerkkarten ausgetauscht werden. Die alten PCs booten anschließend vollständig vom Server, sämtliche Berechnungen und Disk-I/O finden auf dem Server statt. Auf diese Weise kann trotz alter Hardware auf den Schüler-PCs eine hohe Arbeitsgeschwindigkeit gewährleistet werden. Solche Terminal-Server-Netze sind auch in deutschen Schulen im Einsatz und genügen problemlos den Anforderungen.